# Rickard Gustafson
Bo Rickard Gustafson, folkbokförd Gustafsson, född 12 mars 1964, är en svensk företagsledare som tillträdde som vd för SKF den 1 juni 2021. Mellan 2011 och 2021 var Gustafson koncernchef och vd för flygbolaget SAS Group, där han efterträdde Mats Jansson. 

## Uppväxt
Rickard Gustafson växte upp strax utanför Stockholm som mellanbror mellan två bröder i en förort mellan Täby och Vallentuna. Hans far har akademisk bakgrund och arbetade på ett amerikanskt bolag i Sverige, medan modern var hemmafru. Gustafson avlade en master of science (civilingenjör) med inriktning mot industriell ekonomi vid Tekniska högskolan vid Linköpings universitet. Efter examen arbetade han som konsult för Andersen Consulting (1989–1996), och började intressera sig för ledarskap. Gustafson arbetade från 1996 med linjeledarskap på GE Capital och hade olika chefspositioner på företaget fram till 2006. Han blev sedan koncernchef och vd för RSA Insurance group/Trygg Hansa (2006–2011), där han verkade utifrån idén om att ledaren ska ha stor kontroll över kultur och strategi för företaget.

## SAS
År 2011 fick Gustafson frågan om att ta över som vd för SAS group, vilket han efter viss tvekan tackade ja till.
Direkt hamnade SAS i kris på grund av en akut kris hos Spanair, då SAS hade kvar ett lån hos krisande Spanair på 150 miljoner euro som betalades av. I och med Spanairs konkurs blev denna fordran värdelös vilket försatte SAS i akut kris. År 2012 behöver man ta exceptionella beslut och man meddelade att SAS hade en vecka på sig att få förändringar på plats. Lyckades inte avtalet vara i hamn innan börsöppningen följande måndag morgon skulle inte SAS finnas kvar som bolag. Efter svåra förhandlingar ställde sig ett bankkonsortium bakom ett lånelöfte om SAS inom 3 månader kunde ställa om från förlust till lönsamhet, och ställa om pensionsupplägg från förmån- till premiumbaserade lösningar på egna pengar. Natten mellan 18 och 19 november 2012 avgjordes om det skulle bli den största konkursen i Sveriges historia, och en timme över deadline gav Rickard Gustafson order om att inga flyg fick lämna flygplatsen. Ordern fick det sista fackförbundet att gå med på villkoren och avtalet gick genom.
Gustafson stannade sedan i tio år på SAS fram till 2021, då han tog över som chef för SKF.

## SKF
Gustafson började genom att skicka ut en fråga till SKF:s över 40 000 medarbetare med frågan "vad är det bästa med SKF" och "Vad skulle ni vilja förändra". En mjukvara gick sedan igenom svaret, utifrån det skapades en gemensam process som kom fram till: "We reimagine rotation, for a better tomorrow", som blev Gustafsons credo för ledarskapet. Nya mål sattes om tripplade omsättning, vilket inte nåddes, istället nåddes bottennivåer som senare repade sig. De stora utmaningarna har nu handlat om digitalisering, AI och global konkurrens. 